# Cantón de Uzerche
El cantón de Vigeois era una división administrativa francesa, que estaba situada en el departamento de Corrèze y la región de Limusín.

## Composición
El cantón estaba formado por seis comunas:
- Estivaux
- Orgnac-sur-Vézère
- Perpezac-le-Noir
- Saint-Bonnet-l'Enfantier
- Troche
- Vigeois

## Supresión del cantón de Vigeois
En aplicación del Decreto nº 2014-228 de 24 de febrero de 2014, el cantón de Vigeois fue suprimido el 22 de marzo de 2015 y sus 6 comunas pasaron a formar parte del nuevo cantón de Allassac.